# لالاينا نومينجاناهاري

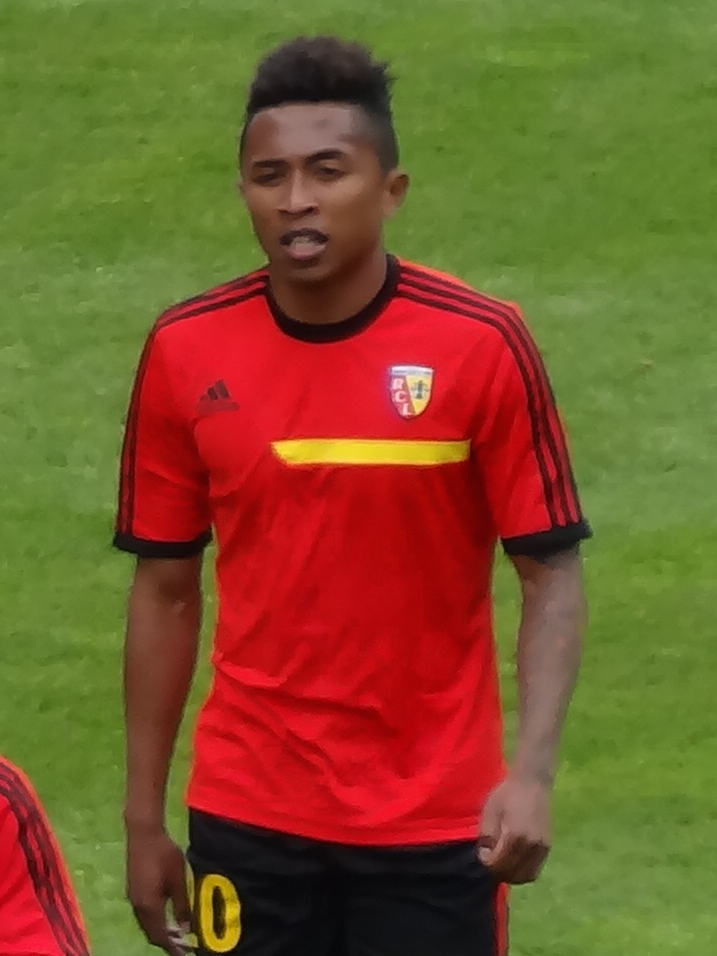

لالاينا نومينياناهاري (بالفرنسية: Lalaina Nomenjanahary)‏ (مواليد 1 يونيو 1986 في مدغشقر) لاعب كرة قدم مدغشقري دولي يجيد اللعب في خط الوسط . يلعب حاليا لصالح نادي كابريكون المدغشقري منذ سنة 2009 .

## روابط خارجية
- لالاينا نومينجاناهاري على موقع قاعدة بيانات كرة القدم.إي يو (الإنجليزية)
- لالاينا نومينجاناهاري على موقع ليكيب (الفرنسية)
- لالاينا نومينجاناهاري على موقع ناشيونال فوتبول تيمز (الإنجليزية)
- لالاينا نومينجاناهاري على موقع Soccerway.com (الإنجليزية)
- لالاينا نومينجاناهاري على موقع عالم كرة القدم.نت (الإنجليزية)